# Stade Sébastien-Charléty
Stade Sébastien-Charléty, zkráceně Stade Charléty (česky Stadion Sebastiana Charlétyho) je víceúčelový stadion v Paříži dokončený v roce 1939 a rekonstruovaný v roce 1994. Je domovským stadionem několika sportovních klubů - Stade français Paris rugby (po dobu renovace jeho Stade Jean-Bouin), Paris université club (ragby), Paris Football Club a Paris Volley. Vedle hlavního hřiště s kapacitou 20 000 míst pro atletiku, ragby a fotbal zahrnuje též víceúčelovou halu (1500 míst) a specializované prostory (posilovna, dódžó), osm tenisových dvorců a kurt na squash. Mají zde rovněž sídlo Francouzský národní olympijský výbor a Francouzská atletická federace. Komplex se nachází ve 13. obvodu na Avenue Pierre-de-Coubertin mezi Boulevardem Kellermann a městským okruhem. Provozovatelem stadionu je město Paříž.

## Historie
Ragbyový Paris université club byl v roce 1929 vypuzen ze svého původního stadionu a až v roce 1937 získal pozemek na stavbu nového. O stavbu se velmi zasadil rektor Pařížské akademie Sébastien Charléty, po němž byl následně stadion pojmenován. Stavbu provedl držitel prix de Rome architekt Bernard Zehrfuss a byla otevřena v roce 1939.
Dne 27. května 1968 se na stadionu konalo shromáždění Národní unie francouzských studentů, kterého se zúčastnilo 30 000-50 000 osob, a které se stalo významnou akcí květnových událostí.

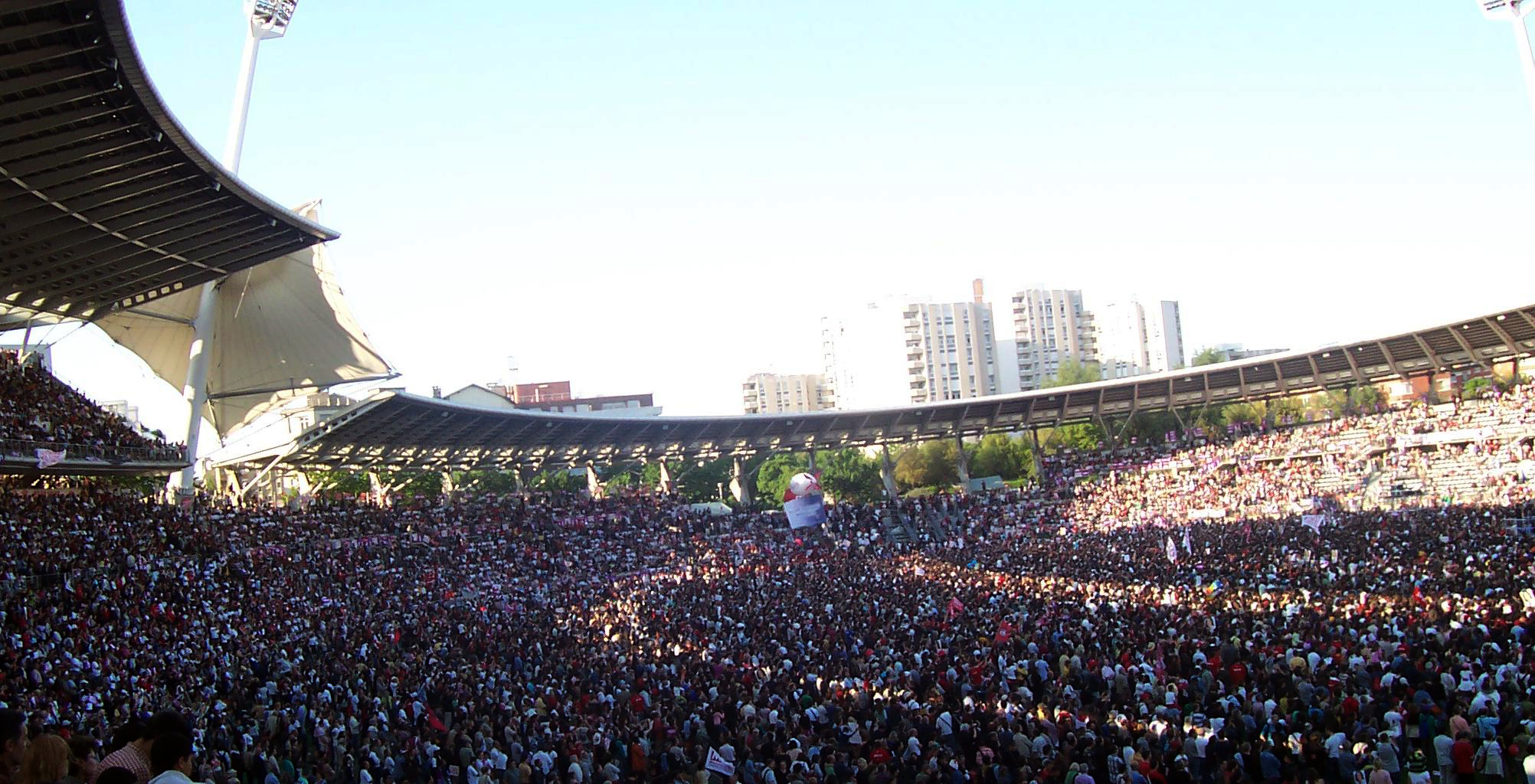
Míting Ségolène Royalové

Plocha uprostřed atletického oválu byla v polovině 80. let uzavřena, neboť byla kontaminována virem. Půda byla vytěžena až do hloubky více než jednoho metru, ale nebyla nahrazena z důvodu příliš vysokých nákladů. Na konci roku byly strženy i zastaralé tribuny a architekti Henri Gaudin a jeho syn Bruno Gaudin navrhli nový stadion, který byl postaven v letech 1991-1994. Nový stadion zahrnuje též halu salle Charpy, který slouží volejbalovému klubu Paris Volley.
Dne 1. května 2007 se na stadionu konalo předvolební shromáždění Ségolène Royalové, kandidátky ve druhém kole voleb francouzského prezidenta. Jedná se doposud o největší míting Socialistické strany, kterého se zúčastnilo mezi 55 000 (podle pořádkových sil) a 80 000 (podle organizátorů) osob.